# Mariä Geburt (Höchberg)

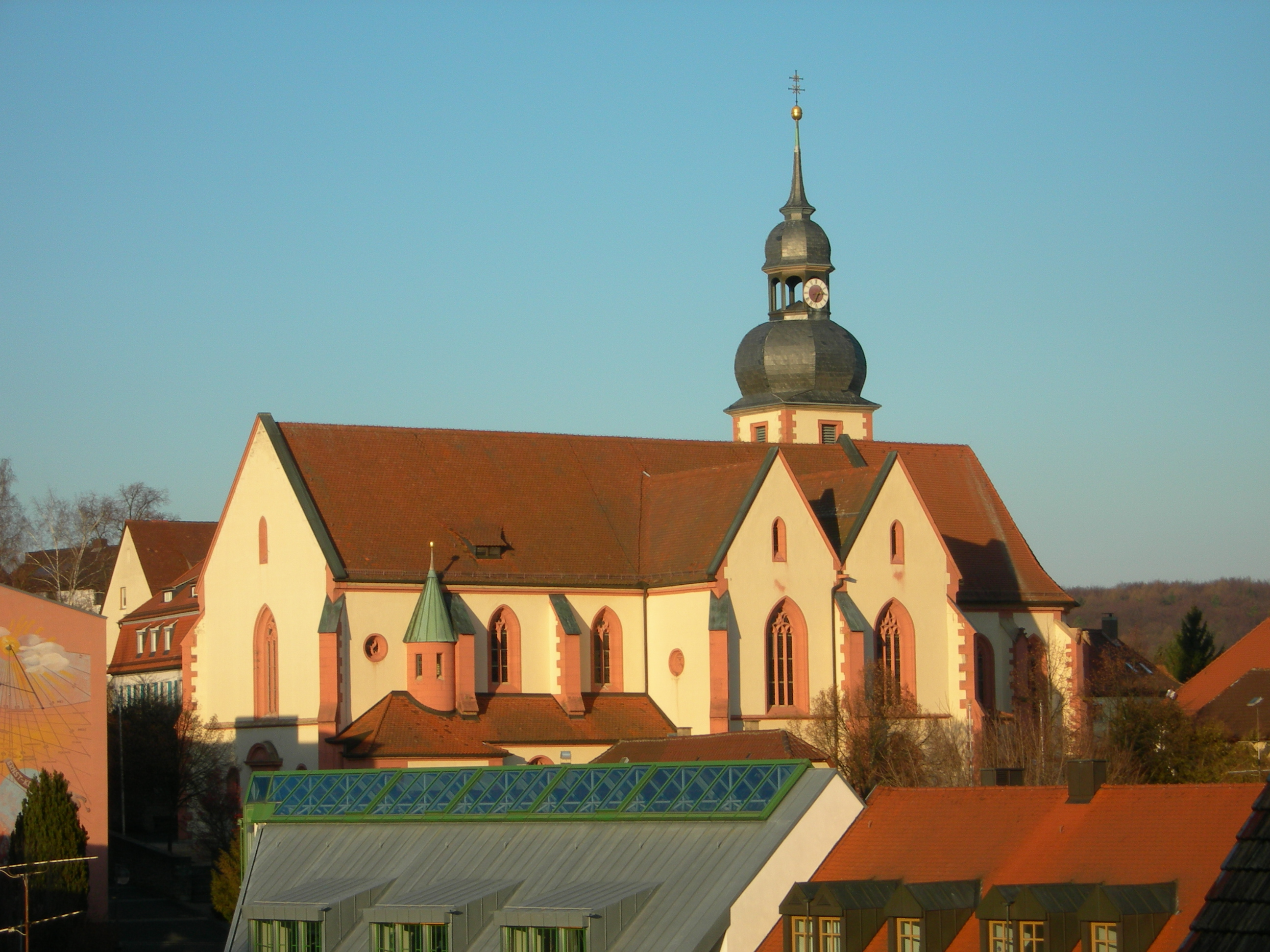
Blick auf die Pfarrkirche Mariä Geburt (2008)

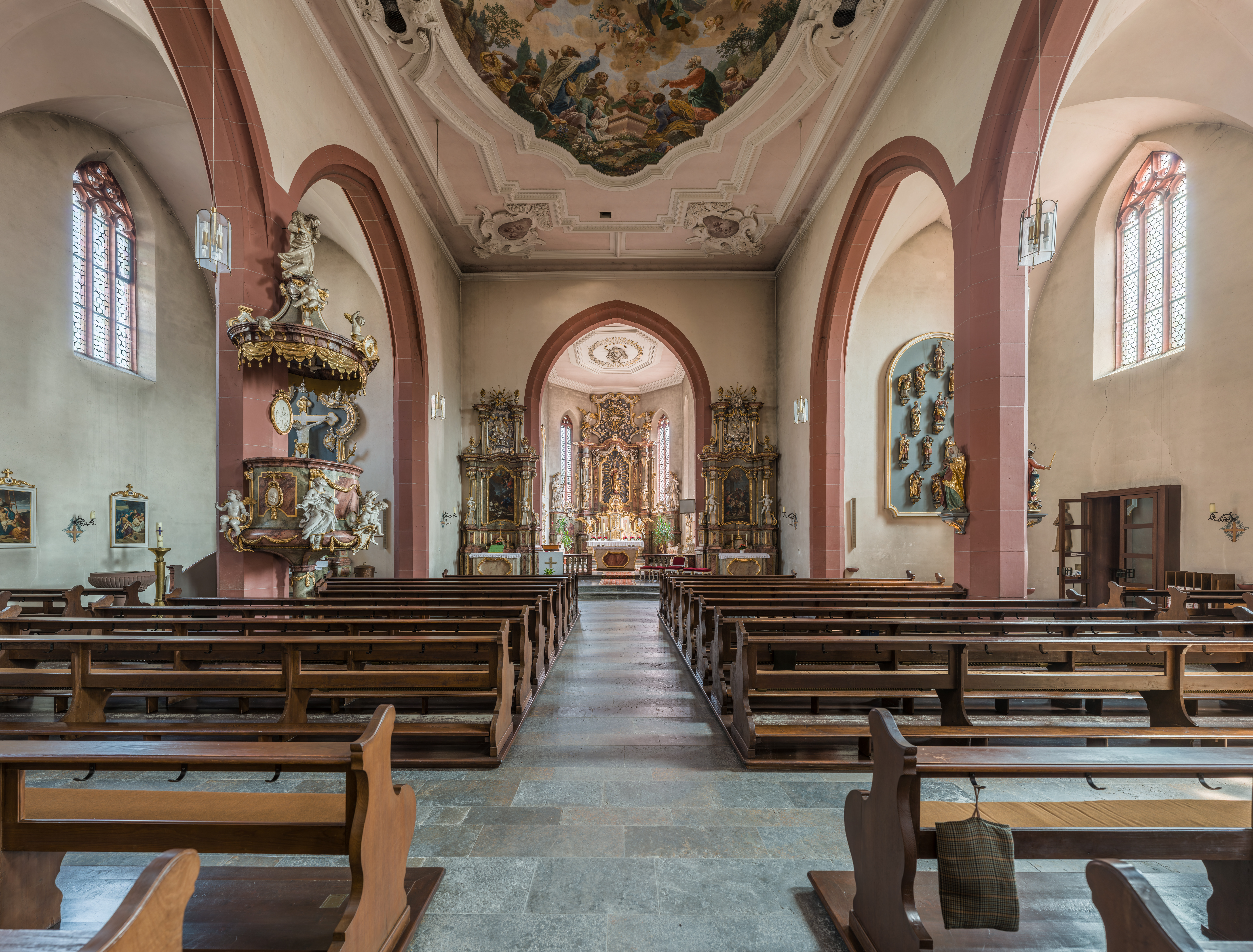
Inneres

Die Pfarrkirche Mariä Geburt ist eine katholische Wallfahrtskirche in Höchberg (Unterfranken).
Das heutige Erscheinungsbild erhielt die Kirche im Zuge der letzten Umbau- und Erweiterungsmaßnahmen
im Jahr 1909. Die weithin sichtbare neugotische Kirche prägt das Ortsbild des Altortes von Höchberg.

## Geschichte
Die Ursprünge von Pfarrkirche und Pfarrei sind mangels Urkunden nicht exakt zu belegen. Wahrscheinlich wurde Höchberg zwischen 1363 und 1372 zur Pfarrei erhoben, da im ältesten Lehensbuch von St. Burkhard die Höchberger Kirche ausdrücklich als Filialkirche bezeichnet wird.
Höchbergs Zugehörigkeit zur Pfarrei St. Burkhard wird erstmals im Jahre 1355 belegt. Papst Innozenz VI. bestätigte dem Abt von St. Burkhard, Johann(es) Bloach, damals diese Besitzungen.
Bis ins Jahr 1803 waren die Mönche und die späteren Stiftsherren für die Seelsorge
und die Amtshandlungen zuständig. Die Gläubigen aus Waldbüttelbrunn gehörten bis 1858 zur Pfarrei Höchberg.

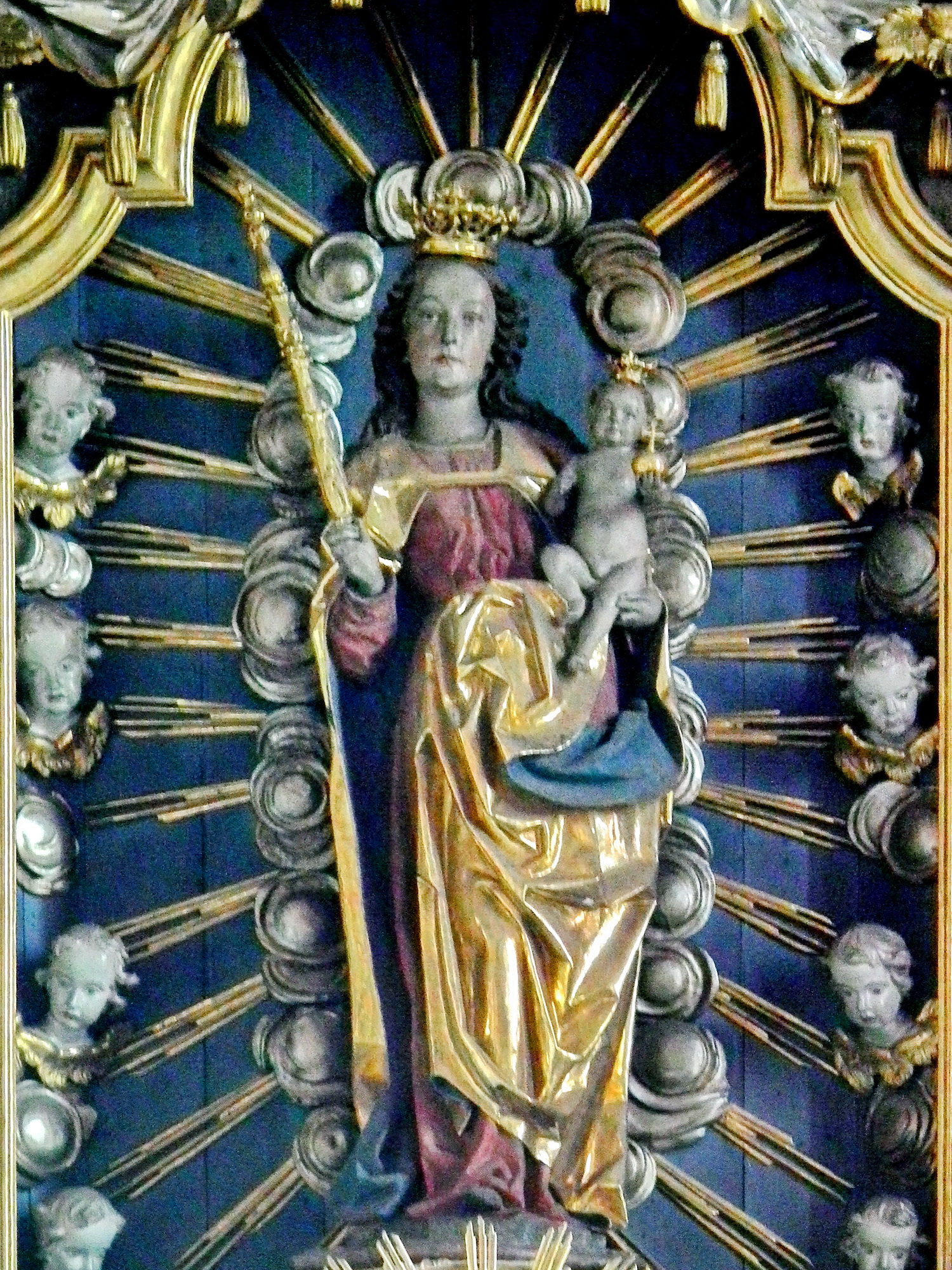
Gnadenbild im Hochaltar

1907 veröffentlichte der Domvikar Glögger eine Broschüre über Marienwallfahrtsorte in Franken und bezeichnet darin Höchberg als ältesten Marienwallfahrtsort. Er bezieht sich besonders auf einen Eintrag im 1647 von Pfarrer Heß neu angelegten Matrikelbuch. Dieser schrieb damals, dass Mariä Geburt durch Wunder berühmt wurde und wegen des Zulaufs der Bürger Frankens eröffnet worden war.
Da aber weder Hinweise auf bedeutsame Marienreliquien noch auf frühe Ablässe existieren, ist eine derart frühe Wallfahrt mit hohem Bekanntheitsgrad nicht anzunehmen.
Wahrscheinlicher ist, dass die seit 1613 übliche Wallfahrt zwischen St. Burkhard und Höchberg bzw. ein für beide Orte gemeinsam ausgeschriebener Ablass ausschlaggebend gewesen ist.
Bereits das Würzburger Gesangbuch Alte und Newe Geistliche Catholische außerlesene Gesäng von 1630 enthält ein Lied vom Gnadenbild der Muttergottes von Höchberg.
Im 17. Jahrhundert schließlich erlebte die Wallfahrt einen großen Aufschwung, vor allem durch die Förderung der Fürstbischöfe Johann Gottfried von Aschhausen (1617–1622) und Philipp Adolf von Ehrenberg (1623–1631).
Das Dettelbacher Gnadenbild wurde 1648 in einer feierlichen Prozession, an der der Fürstbischof Johann Philipp von Schönborn, das Domkapitel und die Bürgerschaft teilnahmen, nach Höchberg getragen. Dieses einzigartige und gut erhaltene Votivbild zeigt die Heilung eines blinden Mädchens im Jahre 1704.
Die größte Popularität dürfte die Wallfahrt im 18. Jahrhundert erreicht haben. Zum damaligen Zeitpunkt strömten die Gläubigen in vielen Prozessionen vor allem aus den umliegenden Pfarreien nach Höchberg.
Im 19. und 20. Jahrhundert gingen die Wallfahrten stark zurück. Nur noch die Pfarreien Hl. Kreuz und St. Elisabeth in der Zellerau pilgern regelmäßig am Bittsonntag nach Höchberg.

## Außenbau
Die Bedeutung des Gotteshauses wird durch die herausgehobene Lage unterstrichen. Der originale spätgotische Polygonalchor weist traditionsgemäß nach Osten, daher liegt die Schaufassade des neugotischen Erweiterungsbaus von 1909 im Westen.
Die Schaufassade besticht durch ihre reduzierte Formensprache und die einfache Gliederung. Zwei über Eck gestellte Strebepfeiler, die der spitze Giebel überragt, fassen die dominierende, glatte und hellgelb verputzte Wandfläche ein. Ein gotisches Kaffgesims mit Wasserschlag unterteilt die Wand horizontal in zwei Zonen. Das vorkragende, in rotem Sandsteinton gefasste Portal beherrscht die Mittelachse der unteren Fassadenzone, flankiert von zwei gekehlten Maßwerkfenstern, deren oberer Abschluss einen Segmentbogen beschreibt. Zwei Pilaster mit vorgeblendetem Spiraldekor und Voluten tragen den abschließenden Segmentbogen, dessen Bogenfeld das Hochrelief mit der Darstellung des auf dem Buch mit den sieben Siegeln liegenden Opferlammes schmückt. Auf einer Achse mit dem Portal dominiert über dem Kaffgesims ein hohes dreiteiliges Maßwerkfenster mit spitzbogigem Abschluss die obere Wandfläche. Eine Auflockerung des Giebels wird in der Mittelachse durch ein kleines Spitzbogenfenster erreicht. Trotz einiger kleinerer Variationen gleicht die Südseite weitgehend der Nordseite.
Aus derselben Epoche stammend, wirkt der Zugang zur Empore dennoch wie ein Anbau. Sein Treppentürmchen mit kegelförmiger Spitze, das an der Südseite einen Akzent setzt, fällt aus der sonst gotischen Formensprache des Langhauses heraus.

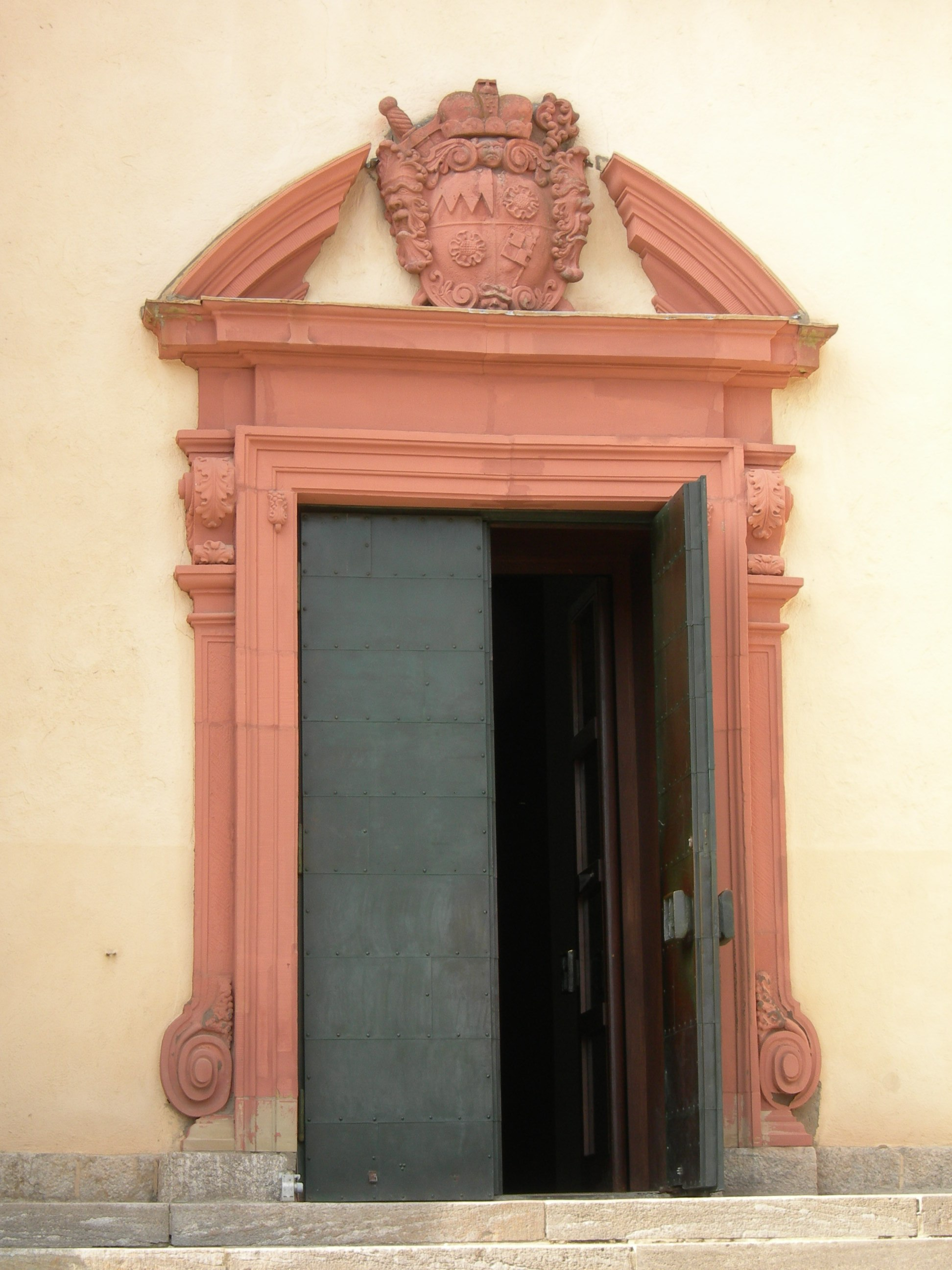
Seitenportal
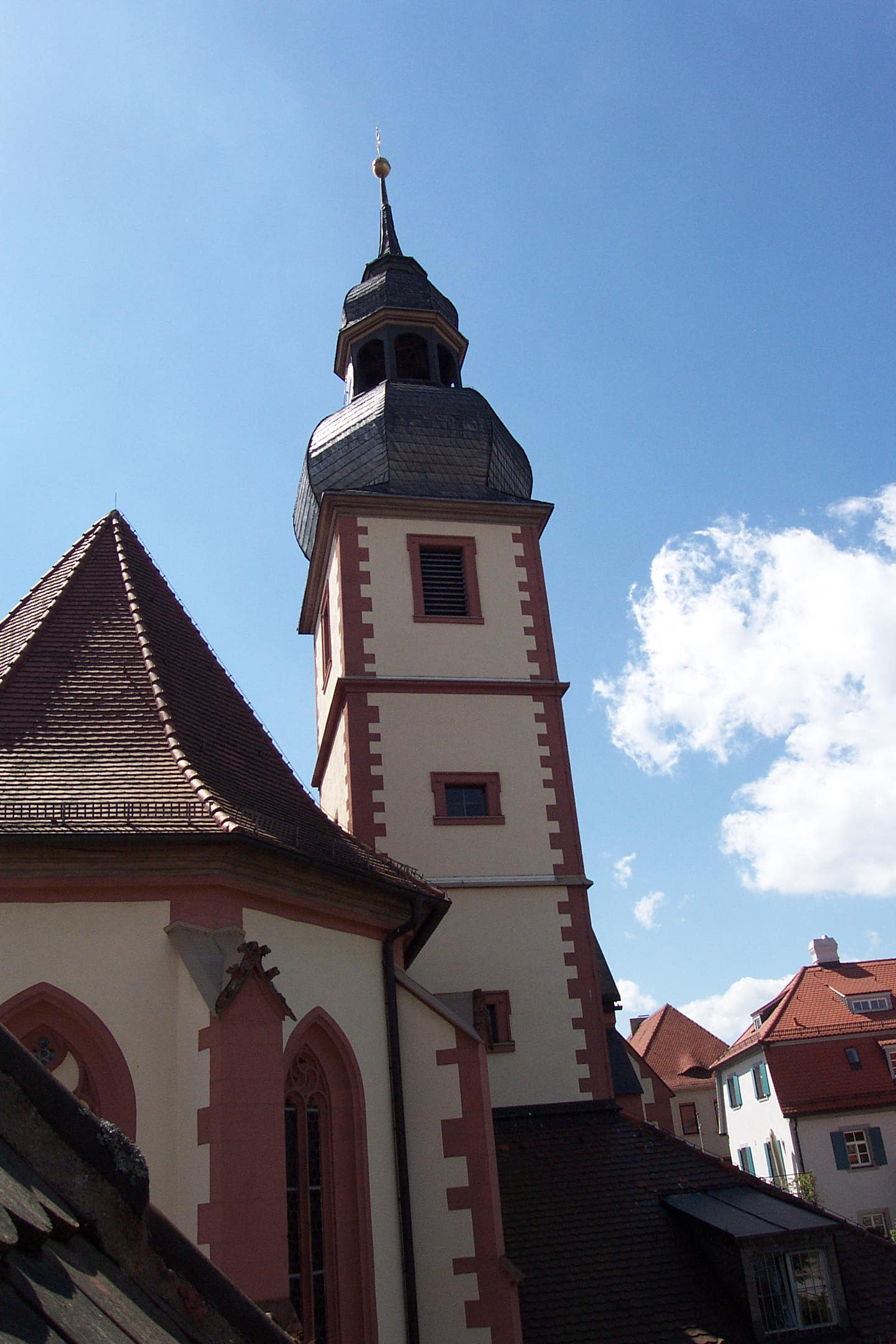
Turm
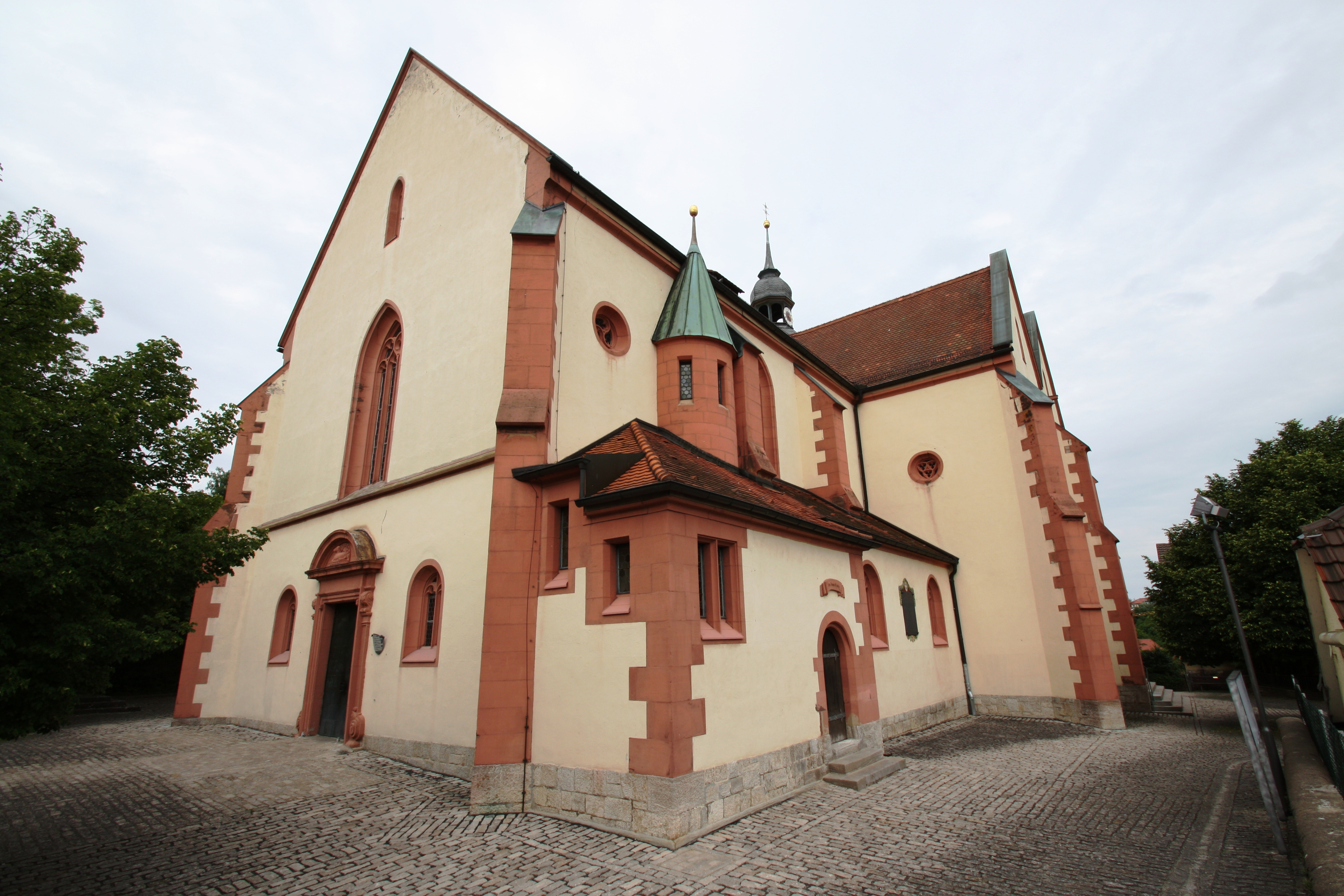
Front- und Seitenansicht
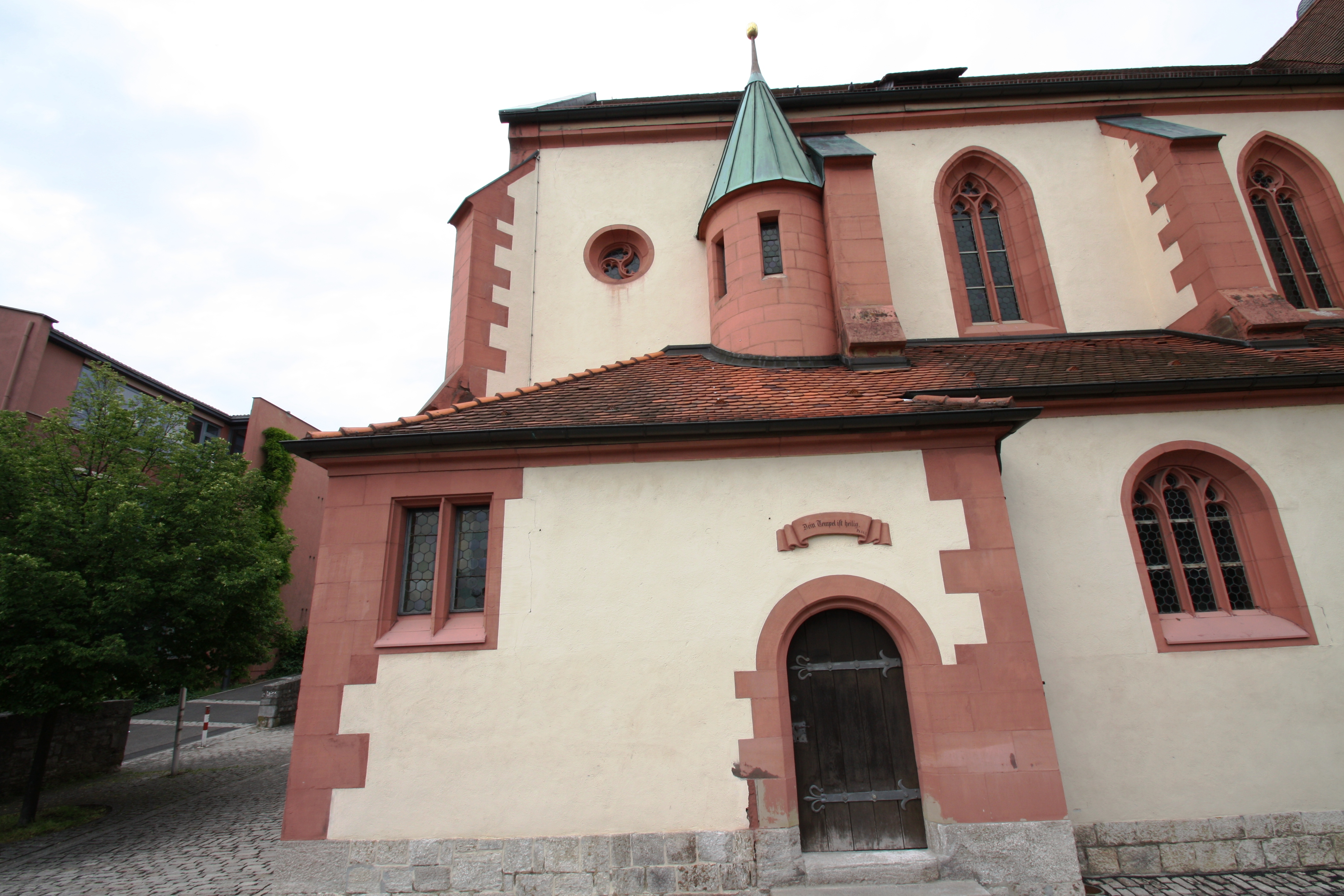
Der Eingang zur Empore mit dem auffälligen Türmchen.

## Innenraum
Wer die Kirche durch das im Westen gelegene Hauptportal betritt, wird von einem harmonischen Raumbild empfangen. Die spätbarocke Ausstattung der Kirche gliedert sich optimal in den spätgotischen Chor und die neugotische Formensprache des Langhauses ein und verstärkt so das Gefühl einer geschlossenen Einheit.
Die Flachdecke des Hauptschiffs bildet mit der Flachdecke des Chors eine Einheit. Sie wirkt dem in die Höhe strebenden Bewegungsimpuls der spitzbogigen Scheidebögen entgegen und verleiht dem Hauptschiff einen leicht kastenartigen Eindruck. Der Betrachter empfindet den Baukörper trotzdem als licht und weit.
Die Gliederung des Langhauses spiegelt sich in der Gliederung der Decke wider. Stuckierte Zierleisten teilen die Fläche in ein schmales querrechteckiges Feld und zwei längsrechteckige Hauptfelder. Das westliche trägt im Zentrum das von einem Strahlenkranz umgebene IHS-Monogramm. Seitlich fassen zwei ovale Rahmen die Darstellung des Opferlammes auf dem Buch mit den sieben Siegeln und dem Kelch ein.
Das östliche Feld rahmt schwungvoll das Deckenfresko des Langhauses ein. Das Fresko zeigt die Himmelfahrt und die Krönung Mariens. Es erinnert den Betrachter daran, dass er sich in einer der Gottesmutter geweihten Kirche befindet. Der Maler Eulogius Böhler, der ab 1883 bis zu seinem Tod 1943 in Würzburg lebte, hat das Bild 1908 in barocker Manier gemalt. Er stattete zahlreiche Kirchen in Franken aus, so ergänzte und bearbeitete er z. B. die Fresken der Klosterkirche in Oberzell.
In Anlehnung an die spätbarocke Ausstattung des Langhauses wählte Böhler die im Barock sehr beliebte und oft extrem gesteigerte Darstellung in Form des Hypätharbildes (griechisch für: unter freiem Himmel) für die Himmelfahrt. Vom richtigen Standpunkt aus gesehen erscheint es dem
Betrachter, als könne er durch die Decke hindurch in den freien Himmel auf das Geschehen blicken. Erzeugt wird dieser Effekt durch perspektivisches Malen. Um den leeren Sarg Mariens gruppieren sich die Apostel, die verblüfft hinein oder erstaunt in den Himmel blicken. Maria entschwebt in den Himmel und wird, auf Wolken kniend, von einer Schar Engel und Putten begleitet. Zwei Putten schweben über ihr und setzen ihr die Krone auf das Haupt. Die Aufwärtsbewegung gipfelt in der Heilig-Geist-Taube, die, von Licht umglänzt, von der göttlichen Herrlichkeit kündet, in die Maria aufgenommen wird.

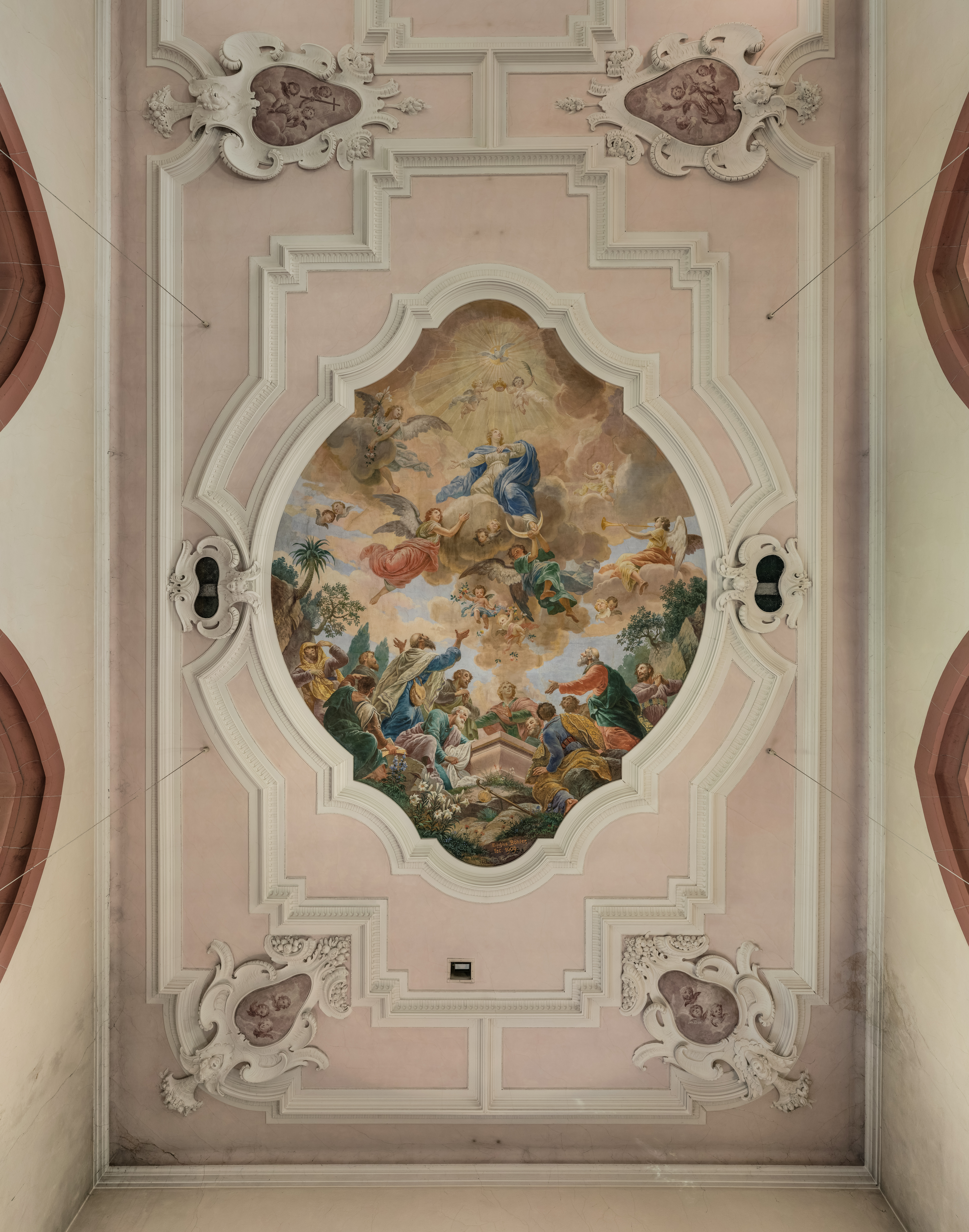
Deckenfresko im Hauptschiff
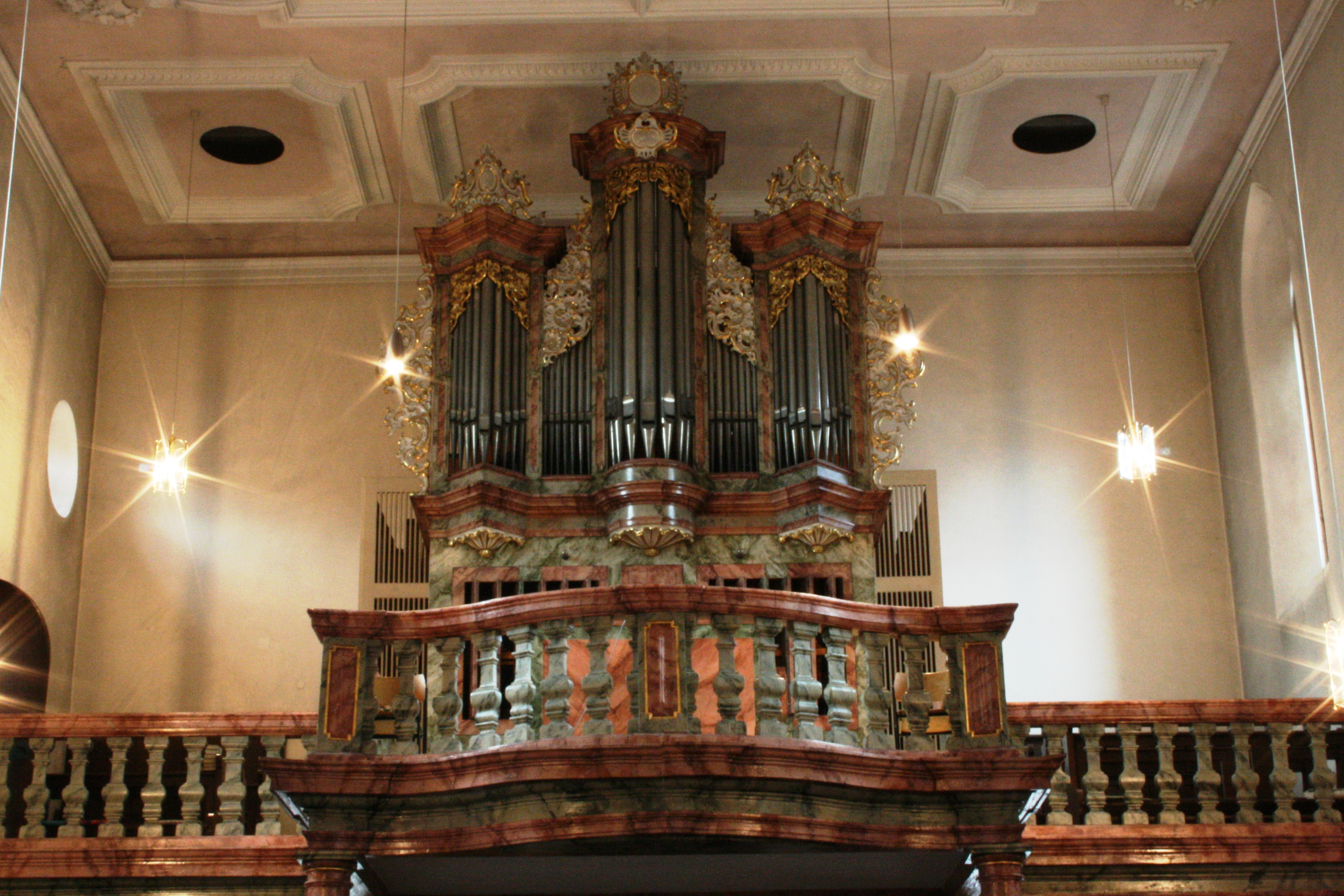
Orgel
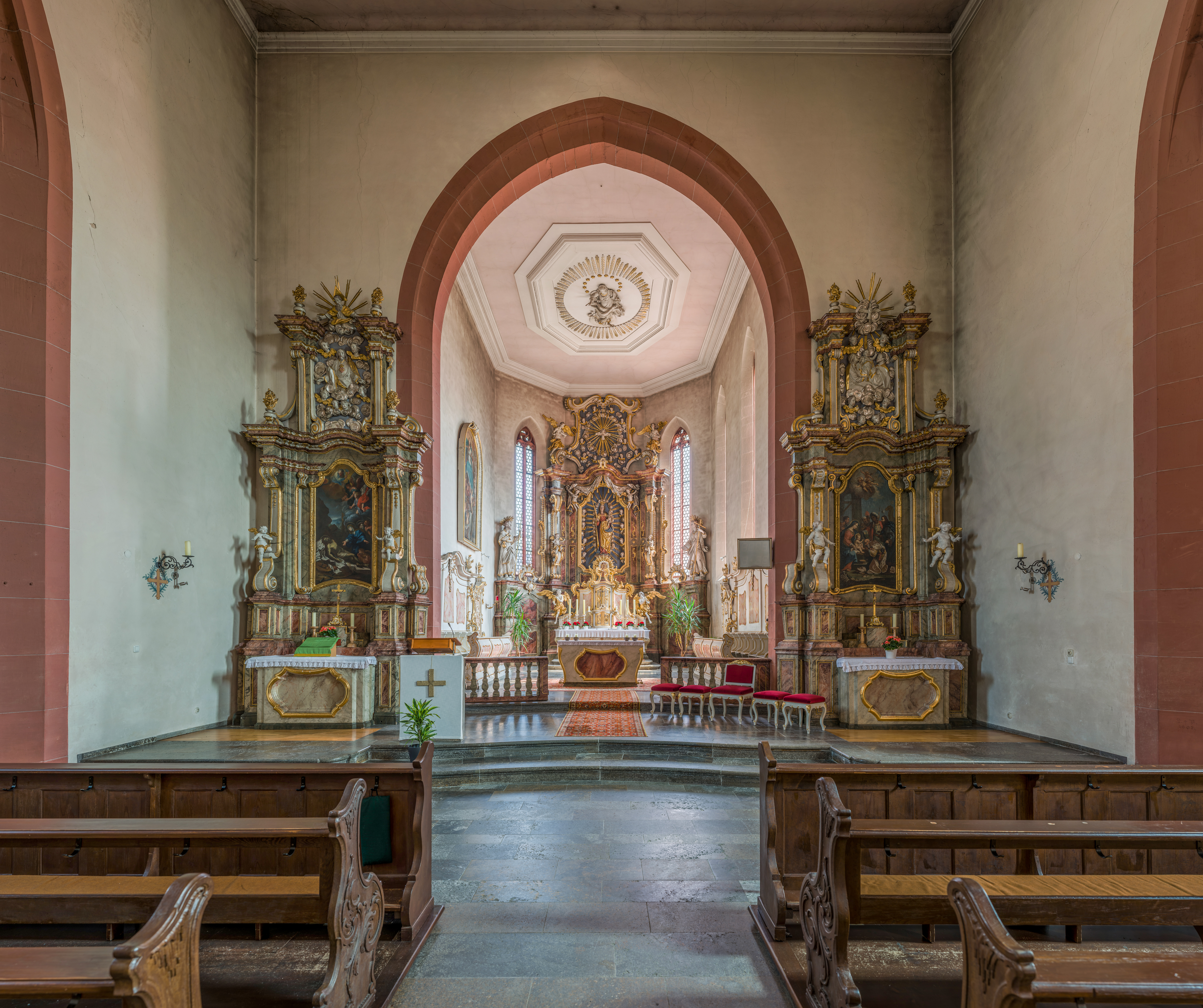
Chorraum

## Die Sieben Fälle
Folgt man aus der Würzburger Zellerau kommend der alten Höchberger Straße, so begegnet man sieben Kreuzwegstationen aus Sandstein, den so genannten Sieben Fällen. Die Reihe beginnt am Hofbräuhaus in Würzburg und setzt sich entlang der Straße bis in die Dorfmitte von Höchberg fort. Nach dem Aufstieg zur Kirche aus der Ortsmitte erreicht man am Ende dieses verkürzten Kreuzwegs die Kreuzkapelle. Diese wurde im Zuge des Langhausneubaus an der Ostseite des Kirchengebäudes angebaut.
Von den „Höchberger“ Sieben Fällen stehen drei auf Würzburger und vier auf Höchberger Gemarkung. Gefertigt wurden sie, wie die Datierungen zeigen, zwischen 1626 und 1627. Laut Überlieferung stehen sie im Zusammenhang mit der damals weit verbreiteten Hexenverfolgung. Dieser fielen in Würzburg unter der Regentschaft des Fürstbischofs von Ehrenberg insgesamt 219 vermeintliche Hexen und Hexer zum Opfer, und noch heute erinnert der Name des Höchberger Ortsteils Hexenbruch an den Ort, wo die Scheiterhaufen brannten.
Überliefert ist, dass die Bruderschaft des fürstbischöflich-würzburgischen Hofgesindes unter ihrem Vorsitzenden, dem Küchenmeister Konrad Bauer, zum Nachweis ihres „rechten Glaubens“ die Errichtung der Bildstöcke veranlasst hat. Neben zahlreichen Würzburger Bürgern steuerte auch das Domkapitel einhundert Gulden bei. Die Kreuzigungskapelle schließlich ließ der Fürstbischof selbst für zweihundert Taler errichten.
Laut Überlieferung sollen mehrere Künstler an den Bildstöcken und der Kapelle gearbeitet haben: Balthasar Grohe, ein Schüler von Michael Kern, der Windsheimer Meister Georg Brenk (1564–1635) und Michael Kern (1580–1649) selbst.
Der Zustand der einzelnen Stationsbilder ist teilweise sehr schlecht und machte schon Anfang des 19. Jahrhunderts umfangreiche Restaurierungsmaßnahmen notwendig. Die fünfte Station wurde gänzlich neu gestaltet und durch ein Werk des Höchberger Bildhauers Herbert Spielmann ersetzt. 1992 ließ der Höchberger Verschönerungsverein die sechste Station erneuern. Der neue Bildstock wurde einige Meter neben dem Original, das als Vorlage diente, aufgestellt. Bildhauer für die Replik der sechsten Station waren Andrea Schimmer aus Kleinrinderfeld (Medaillon) und Erwin Hauck aus Estenfeld.
Die vierte Station bietet trotz einiger Ergänzungen noch ein sehr gutes Bild von der Dramatik und Erzählfreude der Darstellungen.
Die Kreuzkapelle selbst überzeugt mit ihrem Formenschatz. Den rechteckigen Bogenpfeilern sind Halbsäulen mit korinthisierenden Kapitellen vorgeblendet, die über hohen Postamenten aufwachsen. Nicht umlaufend und nur als Blöcke ausgebildet zeigen sich Architrav und Fries. Der Zahnschnitt und der Eierstab dagegen sind an den offenen Seiten umlaufend ausgebildet.
Das wuchtige Kreuz, das den kräftig geformten Corpus trägt, wird durch die etwas statisch wirkenden Figuren von Maria und Johannes eingerahmt. Unter dem Kreuz kniend ist Maria Magdalena dargestellt, die trauernd nach oben blickt.

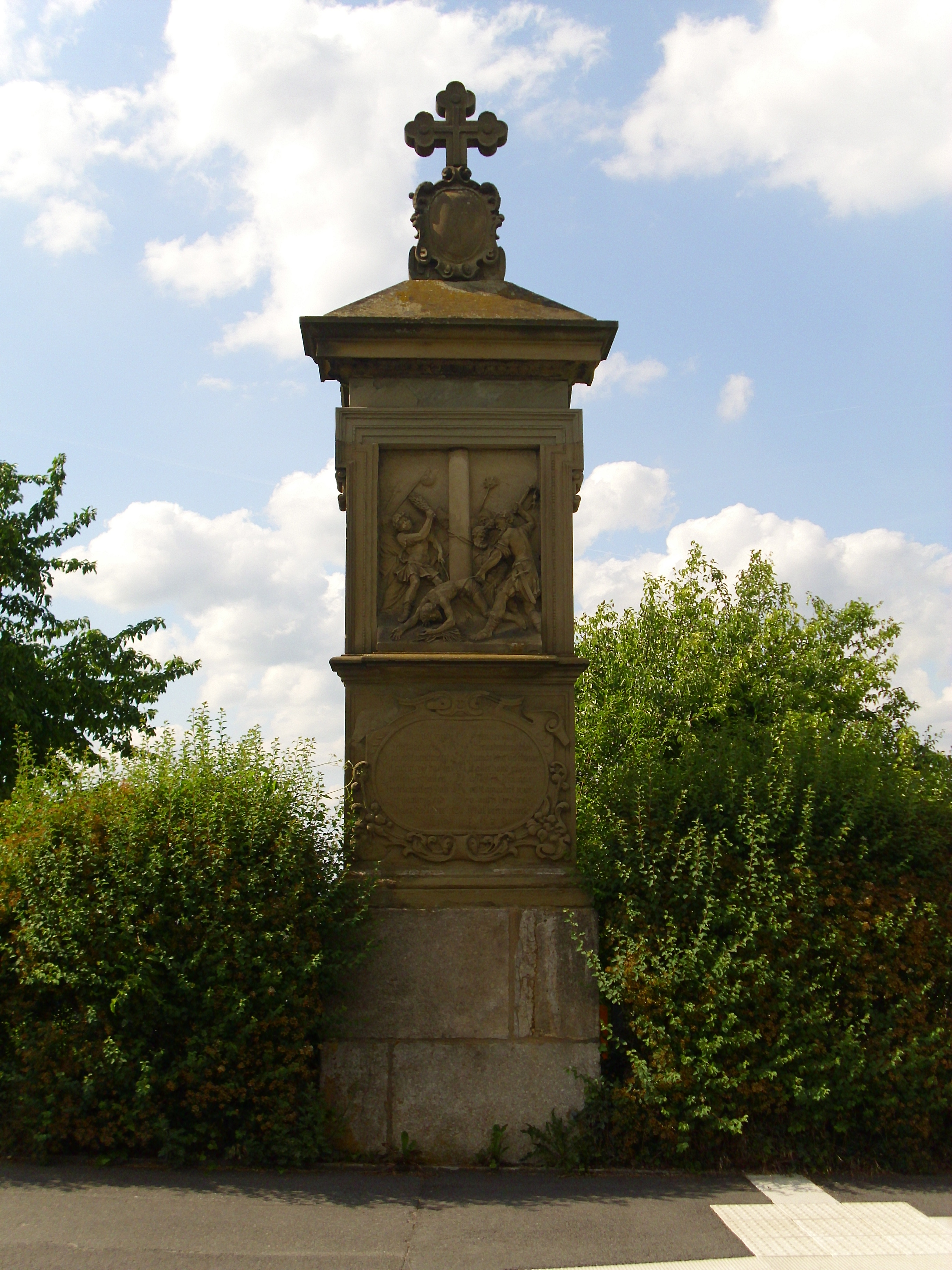
Kreuzwegstation: Jesus stürzt zum dritten Mal.
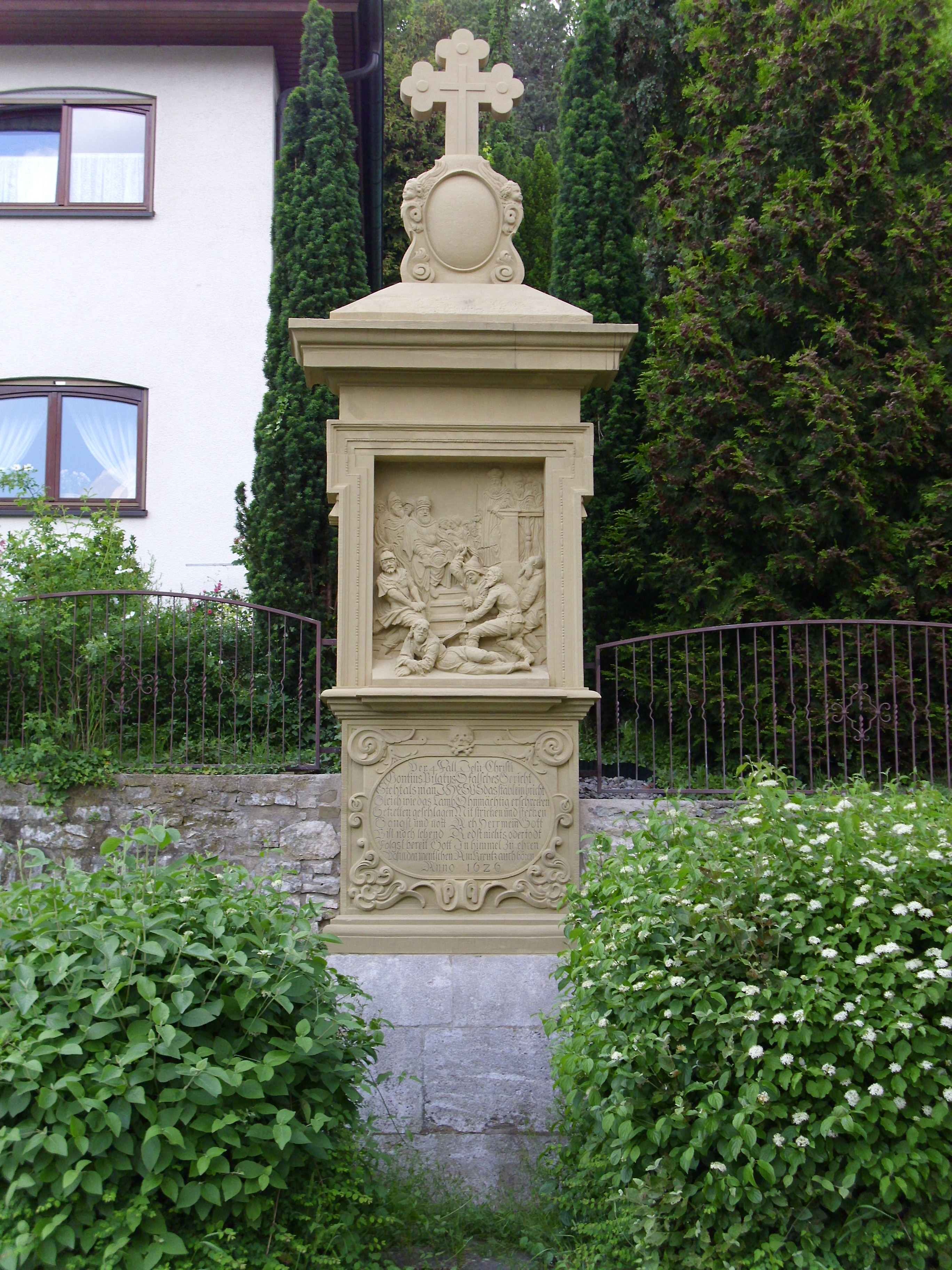
Kreuzwegstation: Jesus stürzt zum vierten Mal.
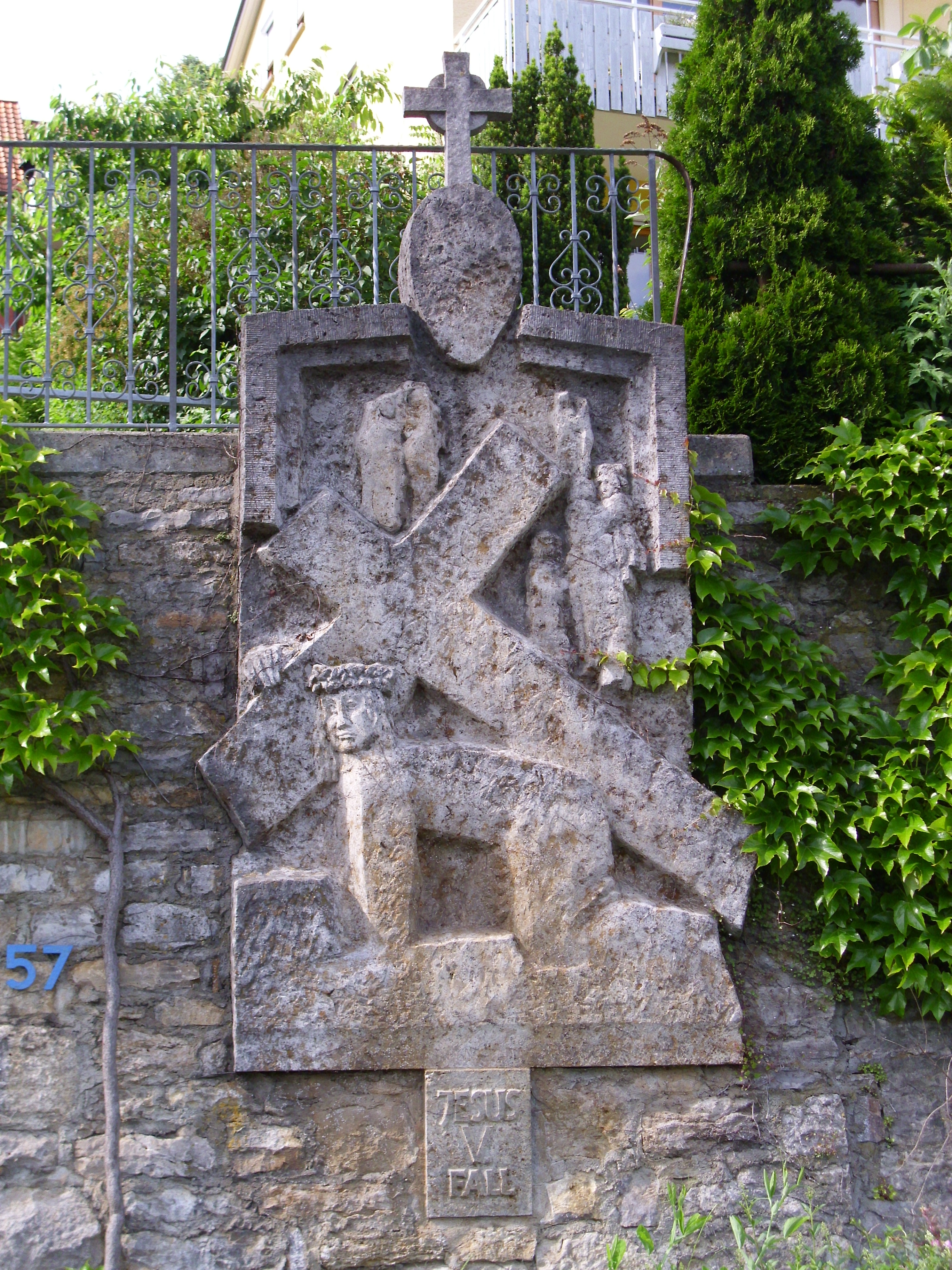
Kreuzwegstation: Jesus stürzt zum fünften Mal.
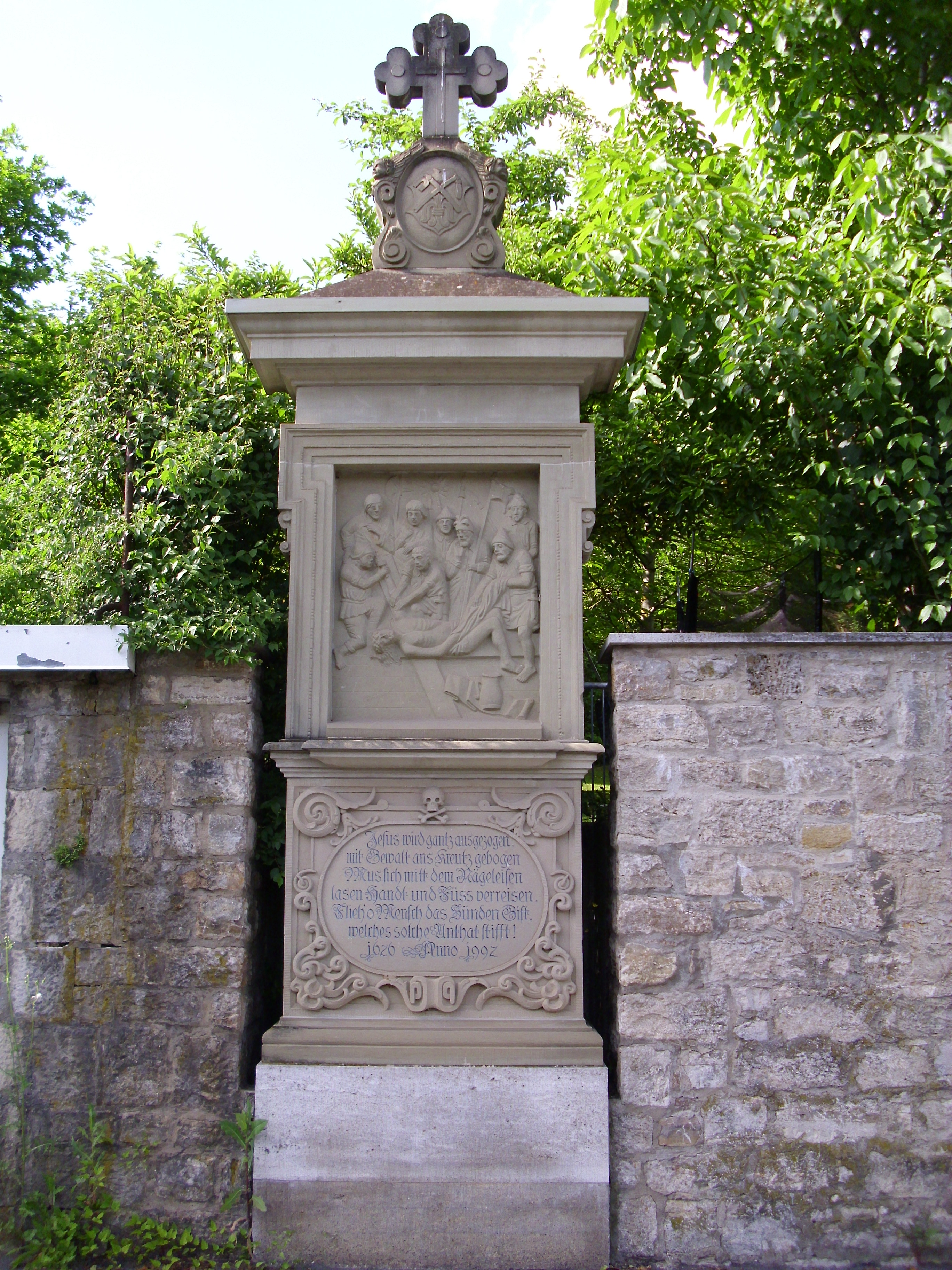
Kreuzwegstation: Jesus stürzt zum sechsten Mal.
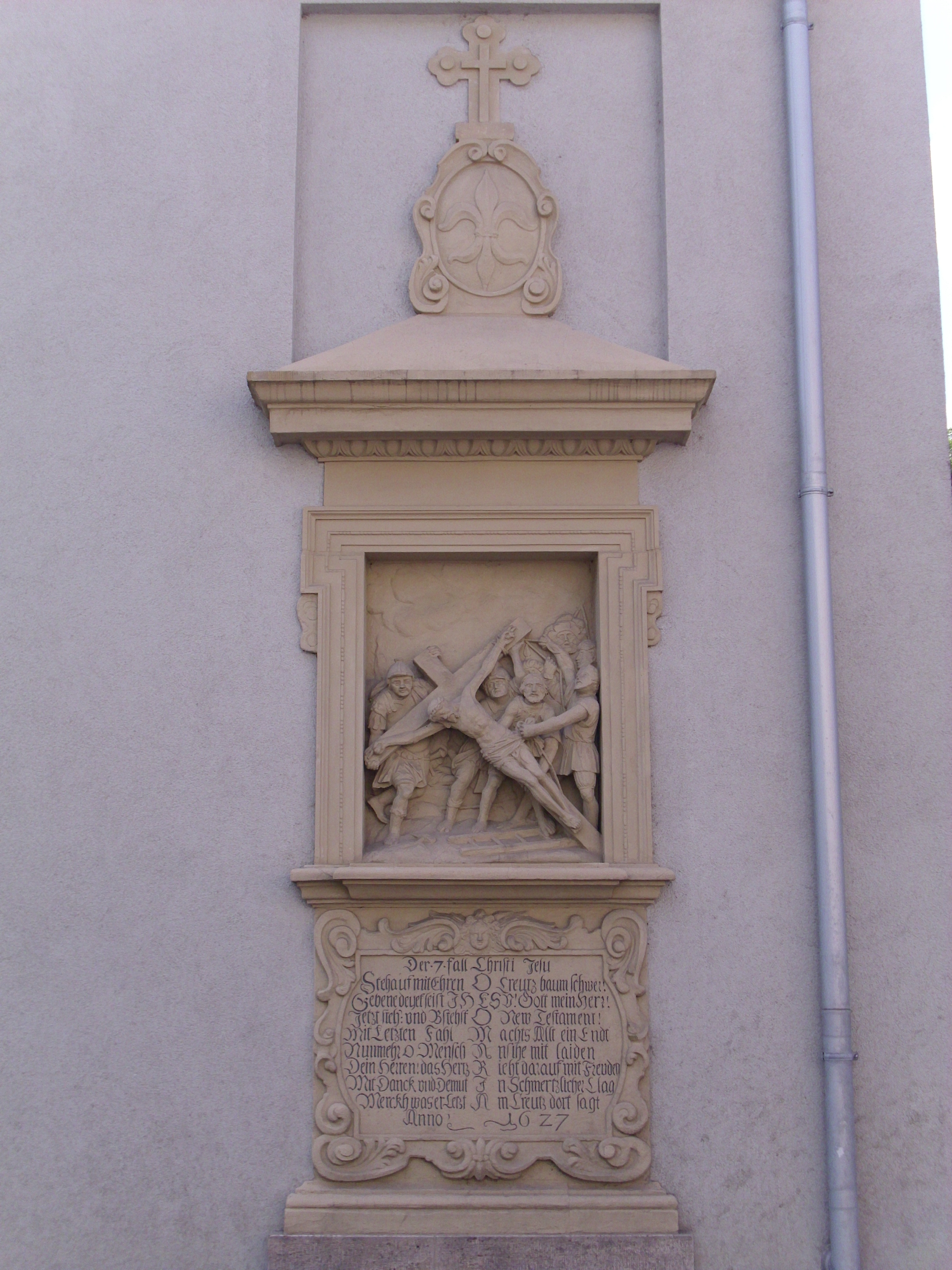
Kreuzwegstation: Jesus stürzt zum siebten Mal.
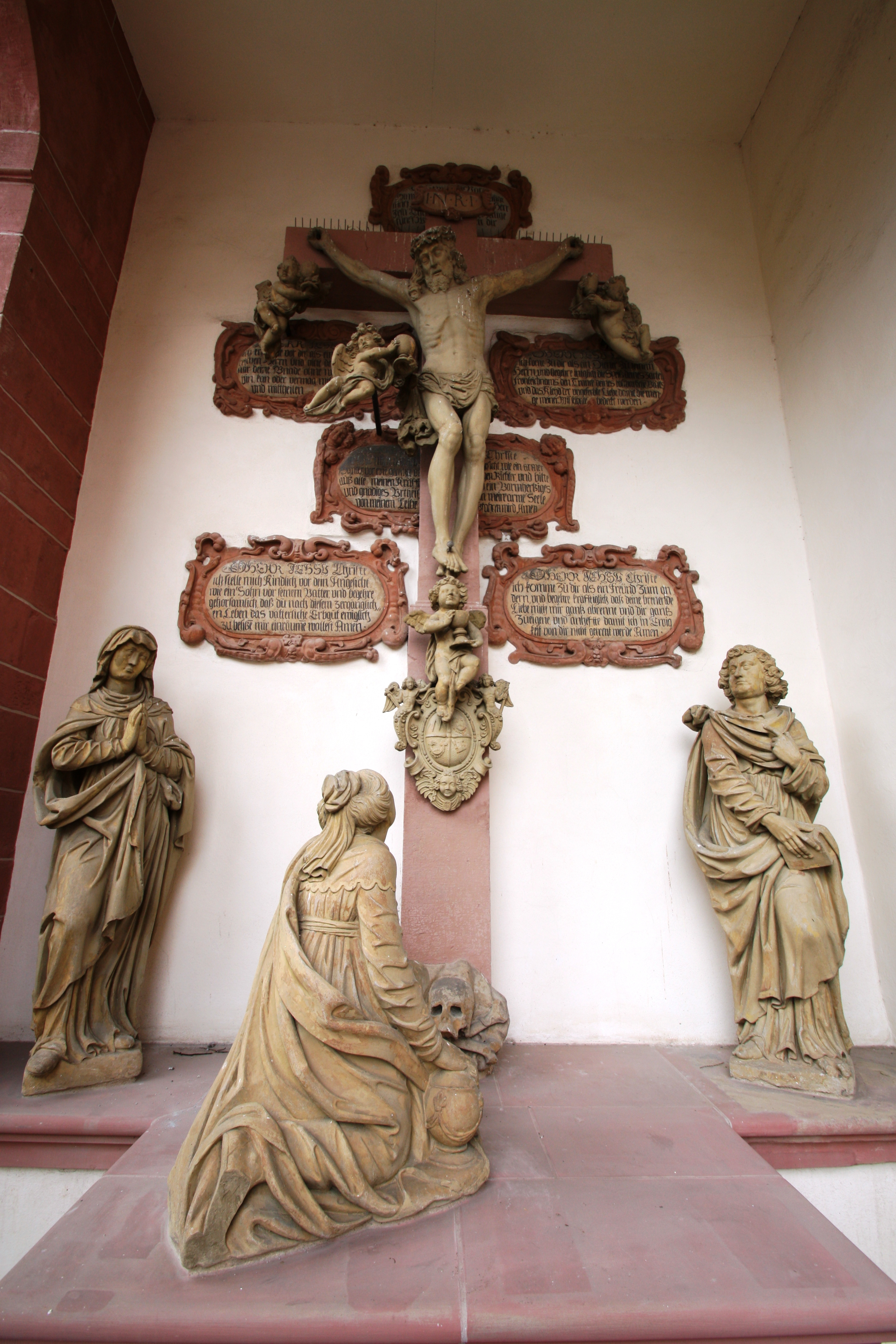
Kreuzkapelle bei Mariä Geburt, gleichzeitig letzte Station des Kreuzwegs.

## Ausstattung
Das Orgelwerk ist neueren Datums:
gebaut 1966 von der Firma Weise aus Plattling mit 42 Registern auf drei Manualen und Pedal;
Der wertvolle Barockprospekt scheint aus der Werkstatt der in Mainfranken berühmten Orgelbauerfamilie  Seuffert zu stammen. Zu erkennen ist hinten auf beiden Seiten die Erweiterung der Weise-Orgel in Form eines Schwellwerks.